# Gabriela Preissová
Gabriela Preissová, de soltera Gabriela Sekerová, de vegades va fer servir el pseudònim Matylda Dumontová (Kutná Hora, 23 de març de 1862 - Praga, 27 de març de 1946) fou una escriptora i dramaturga txeca. La seva obra Její pastorkyňa va ser la base per a l'òpera Jenůfa per Leoš Janáček, així com d'una pel·lícula de Miroslav Cikán. L'òpera anterior de Janáček Počátek románu (L'inici d'un romanç) també es basa en una de les seves històries.